# Faustino Míguez
Faustino Míguez, de nombre secular Manuel Míguez González (en religión Faustino de la Encarnación, Sch. P.) (Xamirás, Acevedo do Río, Celanova, Orense, 24 de marzo de 1831-Getafe, Madrid, 8 de marzo de 1925) fue un sacerdote de la Orden de las Escuelas Pías, fundador del Instituto Calasancio Hijos de la Divina Pastora; educador y botánico, también fue fundador de los laboratorios Míguez. Es venerado como santo por la Iglesia católica.

## Biografía
Nació en 1831 en Xamirás, aldea de Acevedo, en el municipio de Celanova, y fue bautizado con el nombre de Manuel. Era el cuarto hijo de una familia cristiana trabajadora. A los dieciséis años se marchó a estudiar Latín y humanidades al Santuario de Nuestra Señora de los Milagros, para hacerse sacerdote; Allí estará desde 1847 hasta 1850, y decide dedicar su vida a la enseñanza siguiendo el carisma de San José de Calasanz.
Ingresa en el noviciado de los escolapios de  (Madrid) en 1850 y toma los hábitos el 5 de diciembre del mismo año, tomando el nombre de Faustino de la Encarnación Sch. P. (había nacido la víspera del día de la Anunciación y la Encarnación del Señor). Las persecuciones religiosas del gobierno de Baldomero Espartero, en 1855, y el cierre de seminarios coinciden con el fin de su formación. El mismo año es ordenado diácono, y el 8 de marzo de 1856, sacerdote en San Marcos de Madrid, por el obispo de Burgos.
Fue enviado a Cuba, a la casa de los escolapios, donde se formaban buena parte de los futuros maestros de la entonces colonia española. Desde el colegio de Guanabacoa (Cuba), regresa a España en 1860, al colegio de Madrid, Getafe (1861) y Celanova. Será bibliotecario del Monasterio de El Escorial, y pasará por los colegios de Monforte de Lemos (Lugo), donde es rector, y al de Sanlúcar de Barrameda (1879). En ellos fue profesor de latín, historia, álgebra, geometría, retórica, geografía, agricultura, física y química, historia natural, higiene y francés. Destaca  especialmente en les ciencias naturales y su didáctica. Aquí destacan los libros de texto que escribe: Nociones de historia natural, Nociones de física terrestre y Diálogos sobre las láminas de historia natural.
Se entrega a la enseñanza convencido de la bondad del aprendizaje continuado y dedica especial atención a los más pequeños y necesitados. Concibe la escuela como un lugar de encuentro con Dios y como un lugar de formación de la sociedad, que no es posible hacer feliz y justa mientras concibe la educación como;

« la obra más noble, la más grande y la más sublime del mundo porque abraza a todo el hombre tal como Dios lo ha concebido"

. 
Dedica especial atención a las niñas de las que piensa que son "las esposas y madres del mañana" y "la parte más interesante de la sociedad, la portadora de paz, y el alma de la familia". Por tanto promueve la educación humano cristiana de las niñas, trabajo entonces más abandonado que el de los niños: Piensa entonces en fundar una congregación que, siguiendo el carisma escolapio, se dedique preferentemente  a la educación de las niñas. Nace hacia el Instituto Calasancio Hijas de la Divina Pastora o Hermanas Calasancias el 2 de enero de 1885.
Al mismo tiempo desarrolla su faceta científica. En Guanabacoa observa el uso tradicional que sus habitantes hacen de las plantas para el tratamiento de enfermedades y decide estudiar de forma científica las plantas medicinales y la fitoterapia. De regreso a la península, el ayuntamiento de Sanlúcar de Barrameda le encarga en 1872 el análisis de las propiedades de las aguas de la localidad. Elabora unos preparados medicinales que son registrados en 1922 con el nombre de "Específicos Míguez", origen del futuro Laboratorio Míguez, dedicado a la preparación de extractos de plantas medicinales y encara el proyecto del Instituto Calasancio.
En 1888 retorna a Getafe y aquí permanecerá hasta su muerte, durante 37 años. Jubilado como maestro, seguía su actividad científica y como director espiritual. Murió a los 93 años en Getafe en 1925.

## Milagro reconocido
- Descripción del milagro reconocido

## Veneración
El 25 de octubre de 1998, el padre Faustino Míguez fue beatificado en la plaza de San Pedro de la Ciudad del Vaticano por el papa Juan Pablo II, en un proceso que había comenzado en 1953. El Colegio Divina Pastora de Getafe ha instalado un museo dedicado al fundador, que recoge su trayectoria y su obra. El 15 de octubre de 2017 fue canonizado en la plaza de San Pedro de la Ciudad del Vaticano por el papa Francisco.